# بلاکباستر ویدئو

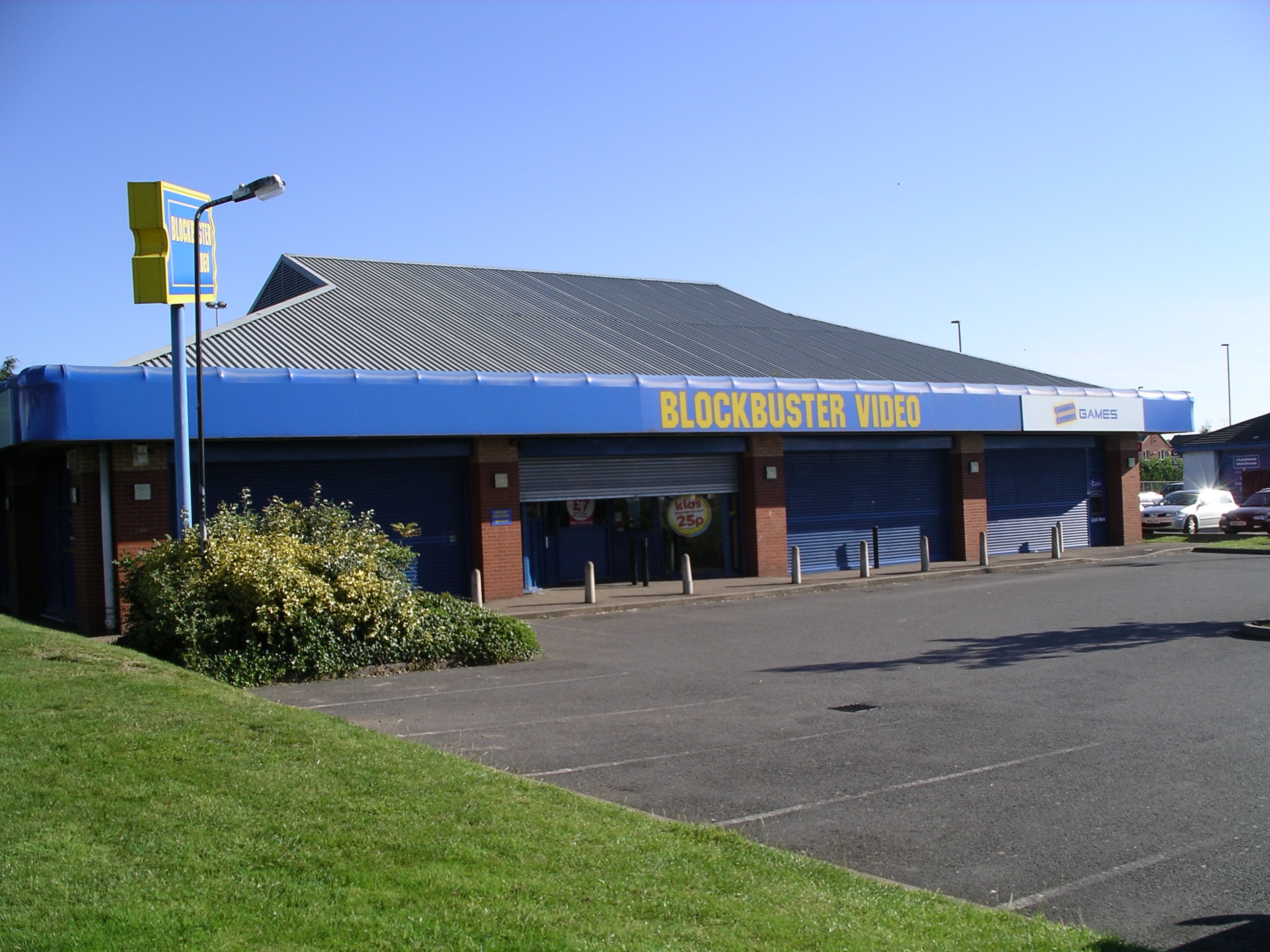
یکی از شعبه‌های این شرکت در انگلیس.

بلاکباستر (به انگلیسی: Blockbuster) یکی از شرکت‌های بزرگ کرایه دی‌وی‌دی و بازی‌های ویدئویی آمریکا و جهان بود. مرکز این شرکت در شهر دالاس در تگزاس بود. بلاک باستر در سال ۲۰۱۰ اعلام ورشکستگی کرد.